# Antonio Vilaplana Molina
Antonio Vilaplana Molina (Alcoy, 28 de febrero de 1926 - Valencia, 14 de enero de 2010) fue un obispo español de la diócesis de León.
Vilaplana Molina entró en el seminario de Valencia en 1949 y fue ordenado sacerdote el 18 de diciembre de 1949. Fue elegido obispo de la diócesis de Plasencia el 17 de septiembre de 1976 y fue ordenado el 31 de octubre de 1976 por el Papa Pablo VI. El 9 de febrero de 1987, fue designado obispo de la diócesis de León, cargo que ocupó hasta su retiro el 19 de marzo de 2002. Vilaplana Molina murió de un fallo renal el 14 de enero de 2010.